# Väljaküla (Saaremaa)
Väljaküla is een plaats in de Estlandse gemeente Saaremaa, provincie Saaremaa. De plaats heeft de status van dorp (Estisch: küla) en telt 25 inwoners (2021).
Tot in oktober 2017 lag de plaats in de gemeente Valjala. In die maand ging Valjala op in de fusiegemeente Saaremaa. In de nieuwe gemeente lagen nog twee dorpen met de naam Väljaküla. Die werden herdoopt in Koigi-Väljaküla en Väljamõisa.
Väljaküla ligt aan de rivier Lõve.

## Geschiedenis
Väljaküla ontstond in 1920 als nederzetting op het voormalige landgoed Uue-Lõve (Duits: Neu-Löwel), dat had toebehoord aan de Ridderschap van Ösel (Saaremaa). Tot 1977 was Välja de officiële naam van het dorp; een alternatieve naam was Uue-Lõve, de naam van het vroegere landgoed.